# Medosasi
Medosasi (lat. Nectariniidae) su porodica veoma malenih vrapčarki. Postoje 132 vrste u 15 rodova. Rasprostranjeni su u Africi, južnoj Aziji i sjevernoj Australiji. Većina medosasa se pretežno hrani nektarom, ali također love kukce, posebno kada hrane mladunce. Voće je također dio ishrane kod nekih vrsta. Lete brzo i direktno zato što imaju kratka krila. 
Medosasi imaju dvojnike u dvije grupe koje su u vrlo dalekom srodstvu: kolibriće iz Sjeverne i Južne Amerike i medari iz Australije. Sličnosti su nastale zbog konvergentne evolucije, jer se svi oni hrane nektarom. Neke vrste medosasa mogu lebdjeti u zraku i sisati nektar, kao kolibrići, ali obično to rade stojeći.

## Opis
Pripadnici ove porodice variraju po veličini od 5 grama teškog Nectarinia nectarinioides do 45 grama teškog Arachnothera flavigaster. Kao i kod kolibrića, medosasi pokazuju izražen spolni dimorfizam: mužjaci su obično upadljivih metalnih boja. Uz to, repovi mnogih vrsta su dužni kod mužjaka nego kod ženki, a mužjaci su i veći. Medosasi imaju duge, tanke i prema dolje zakrivljene kljunove i cjevaste jezike s četkastim vrhom, što su sve prilagodbe za hranjenje nektarom.
Pripadnici roda Arachnothera izgledaju drugačije od ostalih pripadnika porodice. Obično su veći od ostalih medosasa, s neupadljivim smeđim perjem kod oba spola i duge kljunove zakrivljene prema dolje.
Vrste medosasa koje žive na velikim visinama noću padaju u torpor, stanje pri kojem snižavaju tjelesnu temperaturu i aktivnost.

## Rasprostranjenost i stanište
Medosasi nastanjuju trope Starog svijeta, Afriku, Aziju i Australoaziju. U Africi uglavnom nastanjuju subsaharsku Afriku i Madagaskar, ali također i Egipat. U Aziji nastanjuju obale Crvenog mora, sjeverno do Izraela; rupa u rasprostranjenosti pojavljuje se do Irana, odakle se kontinuirano pojavljuju do južne Kine i Indonezije. U Australoaziji se pojavljuju na Novoj Gvineji, sjeveroistočnoj Australiji i na Salomonskim Otocima. Ne nastanjuju oceanske otoke, osim Sejšela. Najviše vrsta se može naći u Africi, gdje su se vjerojatno i prvi put pojavile. Većina vrsta su stanarice ili sezonske selice na kratke razdaljine. Medosasi se mogu naći posvuda u arealu ove porodice, dok su pripadnici roda Arachnothera ograničeni na Aziju.
Medosasi nastanjuju raznolika staništa, a većina ih nastanjuje primarne kišne šume; međutim, mogu nastanjivati i mnoga druga staništa, kao što su narušene sekundarne šume, otvorene šume, otvorene šikare i savana, obalne šikare i planinske šume. Neki su se medosasi uspjeli prilagoditi urbaniziranim područjima, pa se mogu naći na plantažama, u vrtovima i sl. Mnoge vrste okupiraju staništa na raznim visinama, od nivoa mora do 4900 m.

## Ponašanje
Medosasi su aktivni po danu i obično se pojavljuju u parovima ili malenim porodičnim grupama, ali nekoliko vrsta se ponekada okuplja u većim grupama. Medosasi će se pridružiti ostalim pticama koje tjeraju nekog grabežljivca, ali također i agresivno tjeraju druge vrste sa svog teritorija, čak i ako one nisu grabežljivci. 

### Razmnožavanje
Medosasi koji žive izvan ekvatorijalnih regija obično se razmnožavaju sezonski, većinom u vlažnoj sezoni. Tijekom ove sezone dostupniji su kukci, kojima medosasi hrane mlade. Ako se neke vrste razmnožavaju u suhoj sezoni, to je zato što je tada dostupnija njihova omiljena biljna hrana. One koje nastanjuju ekvatorijalne regije mogu se razmnožavati tijekom cijele godine. Obično su monogamni i često teritorijalni, ali nekoliko vrsta je poligamno. 
Gnijezda medosasa su obično u obliku torbe, obješena za tanke grane. Gnijezda pripadnika roda Arachnothera su različita, i od medosasa, a u nekim slučajevima i među njima samima. Neka gnijezda, kao kod Arachnothera longirostra, su malene ispletene šalice pričvršćene za dno velikog lista; gnijezdo Arachnothera chrysogenys je slično pričvršćeno, ali ima oblik duge cijevi. Gnijezda pripadnika ovog roda su neupadljiva, za razliku od gnijezda ostalih medosasa. Ženka sama gradi gnijezdo kod većine vrsta. Može snjesti do četiri jaja. Dok ženka sama gradi gnijezdo i inkubira jaja, mužjak počinje pomagati u podizanju mladih nakon što se izlegu. Kod pripadnika roda Arachnothera oba spola pomažu u inkubiranju jaja. Gnijezda medosasa su česta meta parazitskim pticama, kao što su kukavice i medovođe.

## Odnos s ljudima
Ova porodica je mnogo bolje izdržala ljudske aktivnosti u svom staništu, pa je samo sedam vrsta u opasnosti od izumiranja. Većina vrsta je relativno otporna na promjene u staništu, a uz to, iako su medosasi atraktivni, trgovci kućnim ljubimcima ih ne love, iz razloga što loše pjevaju i što ih je teško održati na životu. Medosasi se smatraju atraktivnim pticama i rado ulaze u vrtove u kojima je zasađeno cvijeće koje bi ih privuklo. Postoji nekoliko negativnih interakcija, npr. Nectarinia senegalensis se smatra štetočinom na plantažama kakaa, zato što širi parazitnu imelu.

## Sistematika
PORODICA NECTARINIIDAE
- Rod Chalcoparia (ponekada se svrstava u Anthreptes)
  - Chalcoparia singalensis

- Rod Deleornis (ponekada se svrstava u Anthreptes)
  - Deleornis fraseri
  - Deleornis axillaris - ponekada se svrstava kao D. fraseri

- Rod Anthreptes (oko 12 vrsta)

- Rod Hedydipna (ponekada se svrstava u Anthreptes)
  - Hedydipna collaris
  - Hedydipna platura
  - Hedydipna metallica
  - Hedydipna pallidigaster

- Rod Hypogramma
  - Hypogramma hypogrammicum

- Rod Anabathmis (ponekada se svrstava u Nectarinia)
  - Anabathmis reichenbachii
  - Anabathmis hartlaubii
  - Anabathmis newtonii

- Rod Dreptes (ponekada se svrstava u Nectarinia)
  - Dreptes thomensis

- Rod Anthobaphes (ponekada se svrstava u Nectarinia)
  - Anthobaphes violacea

- Rod Cyanomitra (ponekada se svrstava u Nectarinia)
  - Cyanomitra verticalis
  - Cyanomitra cyanolaema
  - Cyanomitra alinae
  - Cyanomitra oritis
  - Cyanomitra bannermani
  - Cyanomitra olivacea
  - Cyanomitra obscura
  - Cyanomitra veroxii

- Rod Chalcomitra (ponekada se svrstava u Nectarinia)
  - Chalcomitra adelberti
  - Chalcomitra fuliginosa
  - Chalcomitra rubescens
  - Chalcomitra amethystina
  - Chalcomitra senegalensis
  - Chalcomitra hunteri
  - Chalcomitra balfouri

- Rod Leptocoma (ponekada se svrstava u Nectarinia)
  - Leptocoma zeylonica
  - Leptocoma minima
  - Leptocoma calcostetha
  - Leptocoma sperata
  - Leptocoma sericea - prije Nectarinia aspasia

- Rod Nectarinia (8 vrsta u strogom smislu)
  - Nectarinia bocagii
  - Nectarinia purpureiventris
  - Nectarinia tacazze
  - Nectarinia kilimensis
  - Nectarinia reichenowi
  - Nectarinia johnstoni
  - Nectarinia famosa
  - Anthobaphes violacea (ponekada se svrstava u Necarinia.)

- Rod Cinnyris (ponekada se svrstava u Nectarinia)
  - Cinnyris chloropygius
  - Cinnyris minullus
  - Cinnyris manoensis
  - Cinnyris chalybeus
  - Cinnyris neergaardi
  - Cinnyris stuhlmanni - ponekada se svrstava kao C. afer
  - Cinnyris prigoginei - ponekada se svrstava kao C. afer
  - Cinnyris ludovicensis - ponekada se svrstava kao C. afer
  - Cinnyris preussi
  - Cinnyris afer
  - Cinnyris regius
  - Cinnyris rockefelleri
  - Cinnyris mediocris
  - Cinnyris moreaui
  - Cinnyris pulchellus
  - Cinnyris loveridgei
  - Cinnyris mariquensis
  - Cinnyris shelleyi
  - Cinnyris congensis
  - Cinnyris erythrocerca
  - Cinnyris nectarinioides
  - Cinnyris bifasciatus
  - Cinnyris tsavoensis - ponekada se svrstava kao  C. bifasciatus
  - Cinnyris chalcomelas
  - Cinnyris pembae
  - Cinnyris bouvieri
  - Cinnyris oseus
  - Cinnyris habessinicus
  - Cinnyris coccinigaster
  - Cinnyris johannae
  - Cinnyris superbus
  - Cinnyris rufipennis
  - Cinnyris oustaleti
  - Cinnyris talatala
  - Cinnyris venustus
  - Cinnyris fuscus
  - Cinnyris ursulae
  - Cinnyris batesi
  - Cinnyris cupreus
  - Cinnyris asiaticus
  - Cinnyris jugularis
  - Cinnyris buettikoferi
  - Cinnyris solaris
  - Cinnyris sovimanga
  - Cinnyris dussumieri
  - Cinnyris notatus
  - Cinnyris humbloti
  - Cinnyris comorensis
  - Cinnyris coquerellii
  - Cinnyris lotenius

- Rod Aethopyga
  - Aethopyga primigenia
  - Aethopyga boltoni
  - Aethopyga linaraborae
  - Aethopyga flagrans
  - Aethopyga pulcherrima
  - Aethopyga duyvenbodei
  - Aethopyga shelleyi
  - Aethopyga belli
  - Aethopyga gouldiae
  - Aethopyga eximia
  - Aethopyga nipalensis
  - Aethopyga christinae
  - Aethopyga saturata
  - Aethopyga vigorsii - ponekada se svrstava kao A. siparaja
  - Aethopyga siparaja
  - Aethopyga mystacalis
  - Aethopyga temminckii - ponekada se svrstava kao A. mystacalis
  - Aethopyga ignicauda

- Rod Arachnothera (10-11 vrsta)

## Vanjske poveznice
- Snimci medosasa  Arhivirana inačica izvorne stranice od 16. ožujka 2016. (Wayback Machine) na Internet Bird Collection